# 에드윈 부스
에드윈 토머스 부스(Edwin Thomas Booth, 1833년 11월 13일 ~ 1893년 6월 7일)는 미국 전역과 유럽의 주요 수도를 순회하며 셰익스피어극을 공연했던 미국인 무대 배우이자 극장 매니저였다. 1869년, 그는 뉴욕에 부스 극장을 설립했다. 그는 많은 사람들에게 19세기 미국 최고의 배우로 평가받고 있다. 그러나 그의 업적은 종종 그의 남동생인 배우 존 윌크스 부스와의 관계 때문에 현대 담론에서 가려지는데, 존 윌크스 부스는 미국의 16대 대통령 에이브러햄 링컨을 암살했다.

## 초기 생애
부스는 메릴랜드 벨 에어에서 영국계 미국인 연극 부스 가족의 일원으로 태어났다. 그는 유명한 영국인 배우 주니어스 브루투스 부스와 그의 정부(나중에 아내)인 메리 앤 홈스의 아들이었다. 그는 주니어스의 동료였던 에드윈 포레스트와 토머스 플린의 이름을 따서 지어졌다. 그는 주니어스 브루투스 부스 주니어의 남동생이자 존 윌크스 부스의 형이었다.
노라 타이튼은 그녀의 책 『My Thoughts Be Bloody』에서 주니어스 브루투스 부스의 세 배우 아들인 주니어스 주니어(동생들만큼 유명해지지는 못함), 에드윈, 존 윌크스가 수치심과 야망으로 인해 라이벌로서 성취와 명성을 위해 노력하게 되었는지 설명한다. 정치적으로 에드윈은 북부 연방주의자였고, 존은 남부 연합을 지지했으며 나중에 에이브러햄 링컨 대통령의 암살자로 악명을 떨쳤다.
주니어스 브루투스 부스는 "유명하게 특이한 ... . 여러 아들이 그의 경력을 이어받았고 ... 그의 기이한 점을 이어받았는데, 에드윈은 담쟁이덩굴과 공작 깃털을 지속적으로 두려워했다."

## 경력
초기 출연에서 부스는 보통 아버지와 함께 공연했는데, 1849년 9월 10일 보스턴에서 콜리 시버의 리처드 3세 버전에서 트레셀 또는 트레실 역으로 무대에 데뷔했다. 뉴욕에서의 첫 등장은 1850년 9월 27일 채텀 거리의 내셔널 극장에서 공연한 윌포드 역이었다. 1년 후, 아버지가 병이 들자 아들이 리처드 3세 역으로 그 자리를 대신했다.
1852년 아버지의 죽음 이후, 부스는 오스트레일리아와 하와이주를 방문하는 세계 순회 공연을 떠났고, 마침내 1856년 새크라멘토에서 공연하며 자신만의 명성을 얻었다.
형제 존 윌크스 부스가 링컨을 암살하기 전, 에드윈은 1864년에 그의 두 형제인 존 윌크스와 주니어스 브루투스 부스 주니어와 함께 줄리어스 시저에 출연했다. 존 윌크스는 마크 안토니 역을, 에드윈은 브루투스 역을, 주니어스는 카시우스 역을 맡았다. 이것은 자선 공연이었으며, 세 형제가 같은 무대에 함께 선 유일한 시간이었다. 이 기금은 센트럴 파크 산책로 바로 남쪽에 여전히 서 있는 윌리엄 셰익스피어 동상을 건립하는 데 사용되었다. 직후 에드윈 부스는 같은 무대에서 햄릿 공연을 시작했고, 이는 "백야 햄릿"으로 알려지며 1922년 존 배리모어가 101회 공연으로 주인공을 연기하며 기록을 깨기 전까지 지속되었다.
1863년부터 1867년까지 부스는 뉴욕의 윈터 가든 극장을 운영하며 주로 셰익스피어 비극을 공연했다. 1863년에는 필라델피아의 월넛 스트리트 극장을 매입했다.
1865년 4월 존 윌크스 부스의 링컨 대통령 암살 이후, 부스 가문에 드리워진 악명은 에드윈 부스로 하여금 여러 달 동안 무대를 떠나게 만들었다. 암살 이전에 존 윌크스와 불화를 겪었던 에드윈은 암살 이후 그를 의절했고, 존의 이름이 집에서 언급되는 것을 거부했다. 그는 1866년 1월 윈터 가든 극장 무대로 복귀하여 햄릿의 주역을 맡았는데, 이는 결국 그의 대표적인 역할이 되었다.
1874년, 그는 시카고에서 제임스 오네일과 번갈아 가며 오셀로의 타이틀 롤을 연기했다. 검은 머리 때문에 블랙 아이리시라고 불리던 아일랜드계 미국인 배우 오네일을 캐스팅한 것은 오셀로라는 인물이 단지 검은 머리와 검은 피부를 가진 것으로 의도되었을 뿐 사하라 이남 아프리카 혈통은 아니었다는 논쟁의 가능한 기원 중 하나로 지적되어 왔다.

## 말년

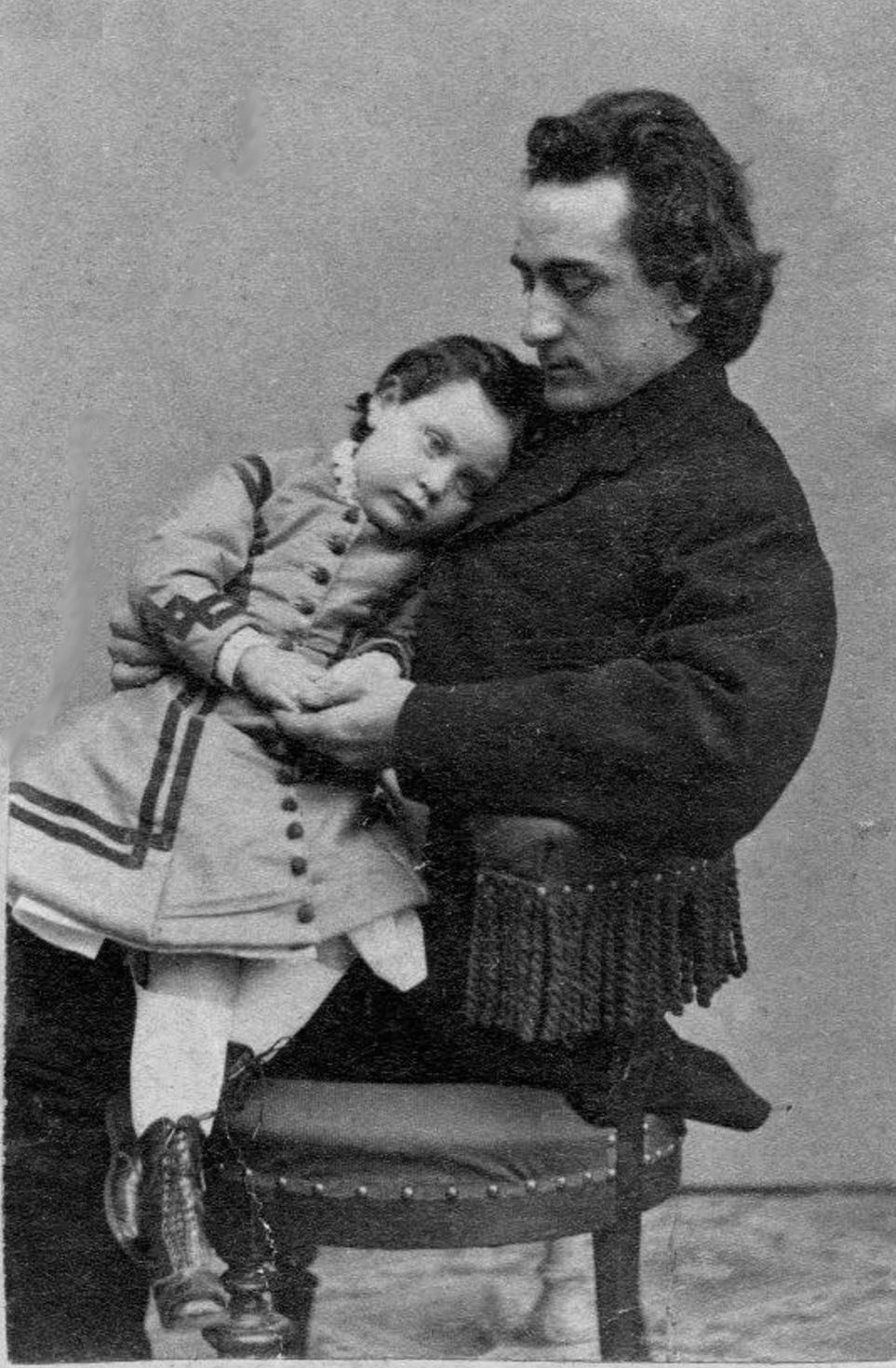
딸 에드위나와 함께 있는 부스, c. 1864

부스는 1860년부터 1863년 그녀가 사망할 때까지 메리 데블린 부스와 결혼했다. 그들은 1861년 12월 9일 런던에서 태어난 딸 에드위나를 두었다. 그는 나중에 1869년에 그의 연기 파트너였던 메리 맥비커 부스와 재혼했다. 그들의 유일한 자녀인 아들 에드가는 태어난 지 얼마 되지 않아 사망했다. 부스는 1881년에 다시 홀아비가 되었다.
1869년, 에드윈은 앤드루 존슨 대통령에게 거듭 편지를 써서 그의 형 존의 시신을 돌려달라고 간청한 끝에 그의 시신을 인수했다. 존슨은 마침내 유해를 돌려주었고, 에드윈은 볼티모어의 그린 마운트 공동묘지에 있는 가족 묘지에 표식 없이 매장했다.

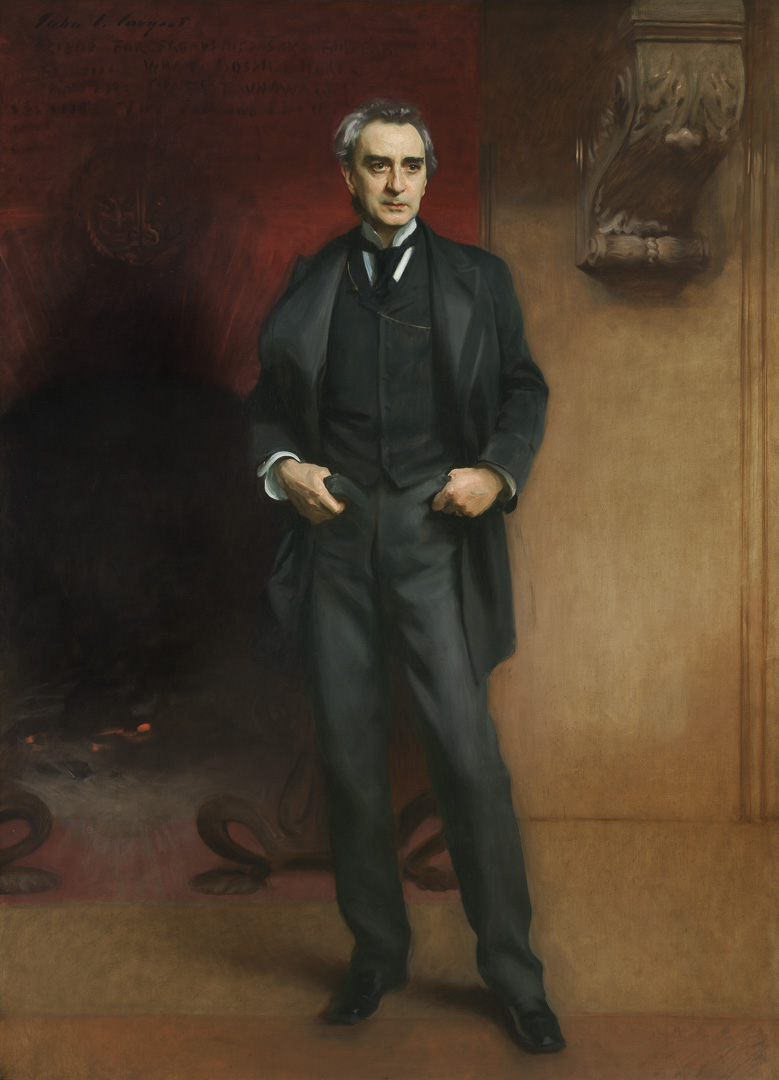
존 싱어 사전트의 부스 초상화, 1890

1879년 4월 23일, 키오쿡 출신의 순회 판매원 마크 그레이가 권총으로 부스에게 두 발을 발사했다. 부스는 시카고의 맥비커스 극장에서 윌리엄 셰익스피어 비극의 마지막 막에서 리처드 2세의 타이틀 롤을 연기하고 있었다. 그레이는 부스가 친구에게 저지른 잘못을 동기로 삼았다. 34피트 거리에서 발사된 그레이의 총알은 부스를 맞추지 못하고 무대 바닥에 박혔다. 이 암살 시도자는 시카고 중앙역에 수감되었다. 부스는 세인트루이스 건물 회사에서 일하던 그레이를 알지 못했다. 그레이의 소지품에서는 오하이오주의 한 여성에게 보낸 편지가 발견되었다. 이 서신은 그레이가 부스를 살해하려던 의도를 확증했다. 암살 시도는 셰익스피어의 생일로 추정되는 날에 일어났으며 부스가 우편으로 수많은 살해 협박을 받던 시기였다.
1888년, 부스는 공연, 문학, 시각 예술가와 그들의 후원자를 위한 사립 클럽인 더 플레이어스를 설립하고, 그래머시파크에 있는 한 주택을 클럽하우스로 매입하고 가구를 비치했다.
그의 마지막 공연은 1891년 브루클린 음악 아카데미에서 그의 대표적인 역할인 햄릿 역이었다.

### 로버트 링컨 구조
에드윈 부스는 에이브러햄 링컨의 아들인 로버트 토드 링컨을 심각한 부상이나 죽음에서 구했다. 이 사건은 뉴저지주 저지시티의 기차 플랫폼에서 발생했다. 정확한 사건 발생 날짜는 불확실하지만, 1864년 말 또는 1865년 초에 일어난 것으로 추정된다. 로버트 링컨은 1909년 더 센추리 매거진의 편집자 리처드 왓슨 길더에게 보낸 편지에서 이 사건을 회상했다.
그 사건은 밤늦게 승객들이 역 승강장에 서 있는 차장에게서 침대차 자리를 구매하고 있을 때 일어났다. 승강장은 열차 바닥과 거의 같은 높이였고, 승강장과 열차 본체 사이에는 물론 좁은 틈이 있었다. 약간의 혼잡이 있었고, 나는 내 차례를 기다리다가 열차 본체에 눌려 있었다. 이 상황에서 열차가 움직이기 시작했고, 그 움직임으로 나는 발을 헛디뎌 발이 아래로 향한 채 열린 공간으로 약간 떨어져서 개인적으로는 무력한 상태였는데, 그때 내 코트 칼라가 힘껏 잡혀 나는 재빨리 끌어올려져 승강장의 안전한 발판에 서게 되었다. 나를 구해준 사람에게 감사하기 위해 돌아보니 그 사람이 에드윈 부스였는데, 그의 얼굴은 물론 나에게 잘 알려져 있었고, 나는 그에게 감사를 표하며 그의 이름을 불렀다.
부스는 자신이 목숨을 구한 남자의 신원을 몇 달 후에 율리시스 S. 그랜트 장군의 참모 장교였던 친구 애덤 바도 대령으로부터 편지를 받고서야 알게 되었다. 바도는 로버트 링컨으로부터 이야기를 들었는데, 로버트 링컨은 그 후 연합군에 입대하여 그랜트의 참모진에서 복무하고 있었다. 편지에서 바도는 부스의 영웅적인 행동에 대해 찬사를 보냈다. 에이브러햄 링컨의 아들의 목숨을 구했다는 사실은 그의 형이 대통령을 암살한 후 에드윈 부스에게 약간의 위안이 되었다고 전해진다.

### 부스 극장

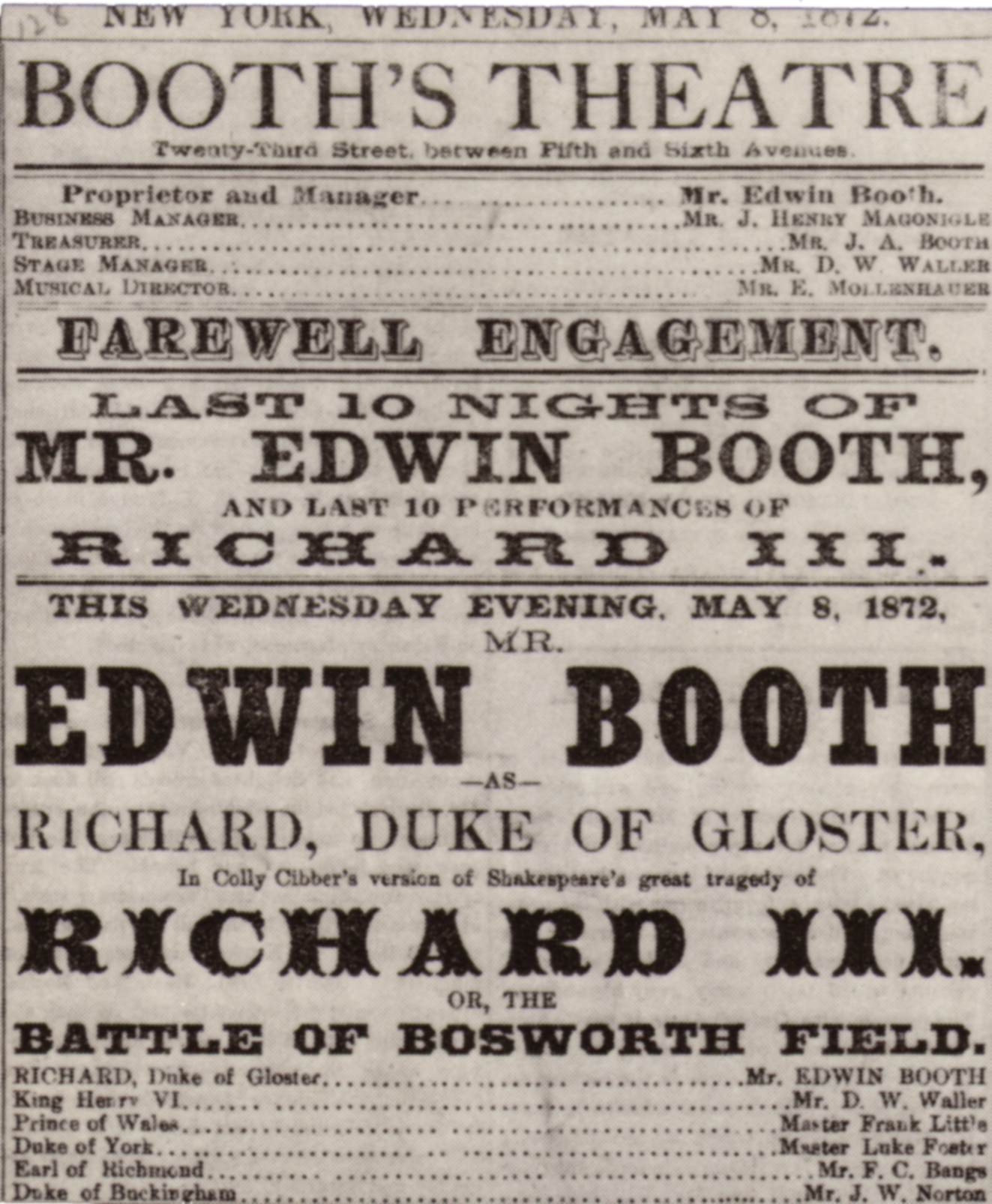
부스 극장의 리처드 3세 공연 전단지, 1872년경

1867년, 화재로 윈터 가든 극장이 손상되어 이후 건물이 철거되었다. 그 후 부스는 맨해튼에 자신의 극장인 정교한 건물 부스 극장을 지었고, 1869년 2월 3일 부스가 로미오 역을, 메리 맥비커가 줄리엣 역을 맡은 로미오와 줄리엣 공연과 함께 개장했다. 정교한 작품들이 이어졌지만, 극장은 결코 수익성이 있거나 안정적인 재정적 사업이 되지 못했다. 1873년 공황으로 인해 1874년에 부스 극장은 최종적으로 파산했다. 파산 후 부스는 또 다른 세계 순회 공연을 떠나 결국 재산을 되찾았다.

### 부스덴

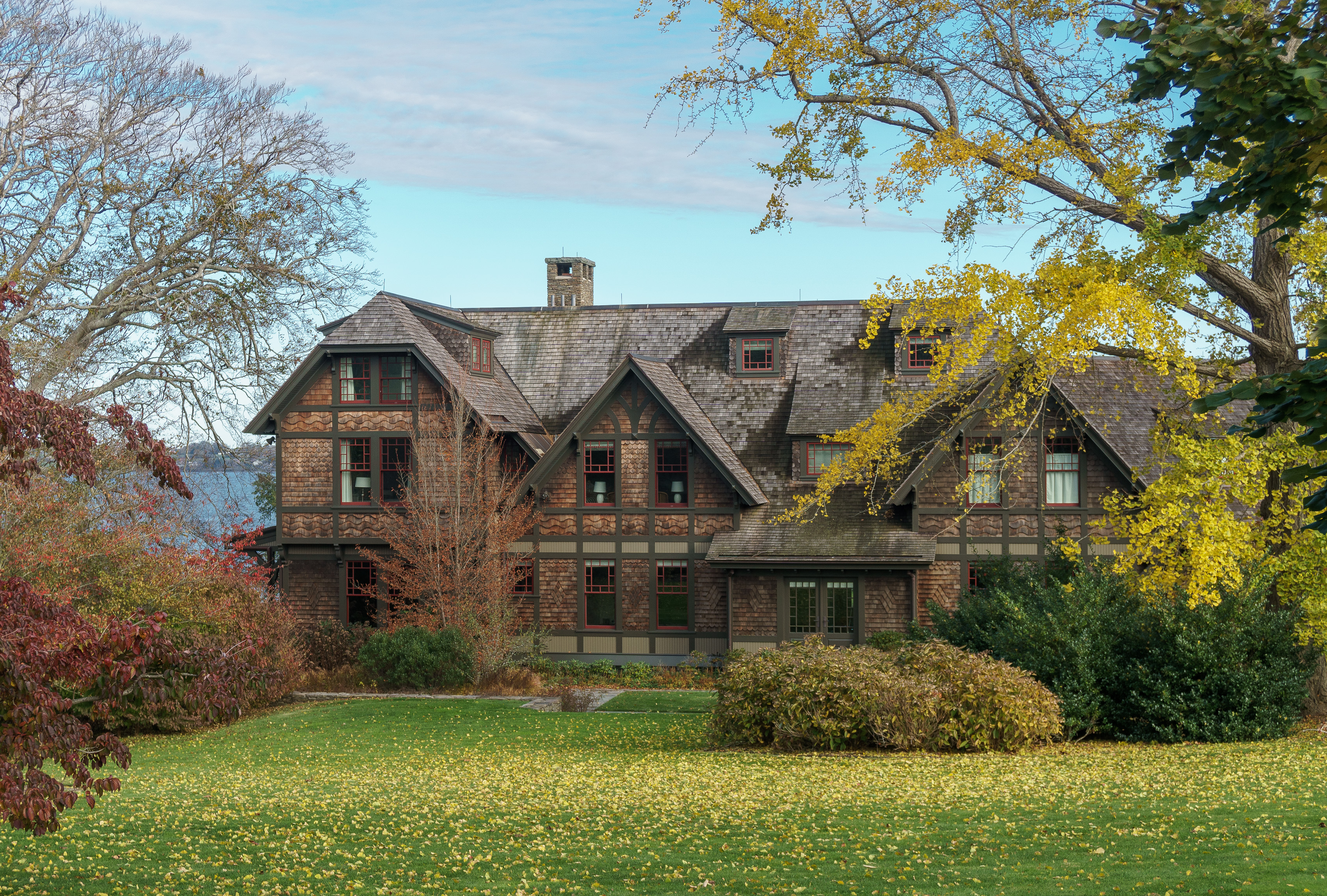
부스덴

1879년 부스는 로드아일랜드 미들타운의 새커넷 강 근처에 땅을 매입했다. 그는 아들 다우닝 복스가 부스의 딸 에드위나와 (잠시) 약혼했던 캘버트 복스를 고용하여 그곳에 웅장한 여름 별장 단지를 설계하도록 했다. "부스덴"은 1884년에 완성되었는데, 돌 기초 위에 지어진 목조 주택으로, 앤 여왕 리바이벌 양식과 스틱 스타일 모티프, 큰 판유리 창문이 특징이었다. 부스덴에는 무도장, 마구간, 보트하우스, 그리고 밑부분에 닭장이 있는 풍차 형태의 건물이 있었다. 부스는 부스덴에서 10년을 즐겼고 1893년 사망 시 에드위나에게 유언으로 남겼다. 에드위나가 1903년 부스덴을 매각한 후, 이 집은 여러 소유주를 거쳐 2017년에 완전히 복원되었다.

## 사망

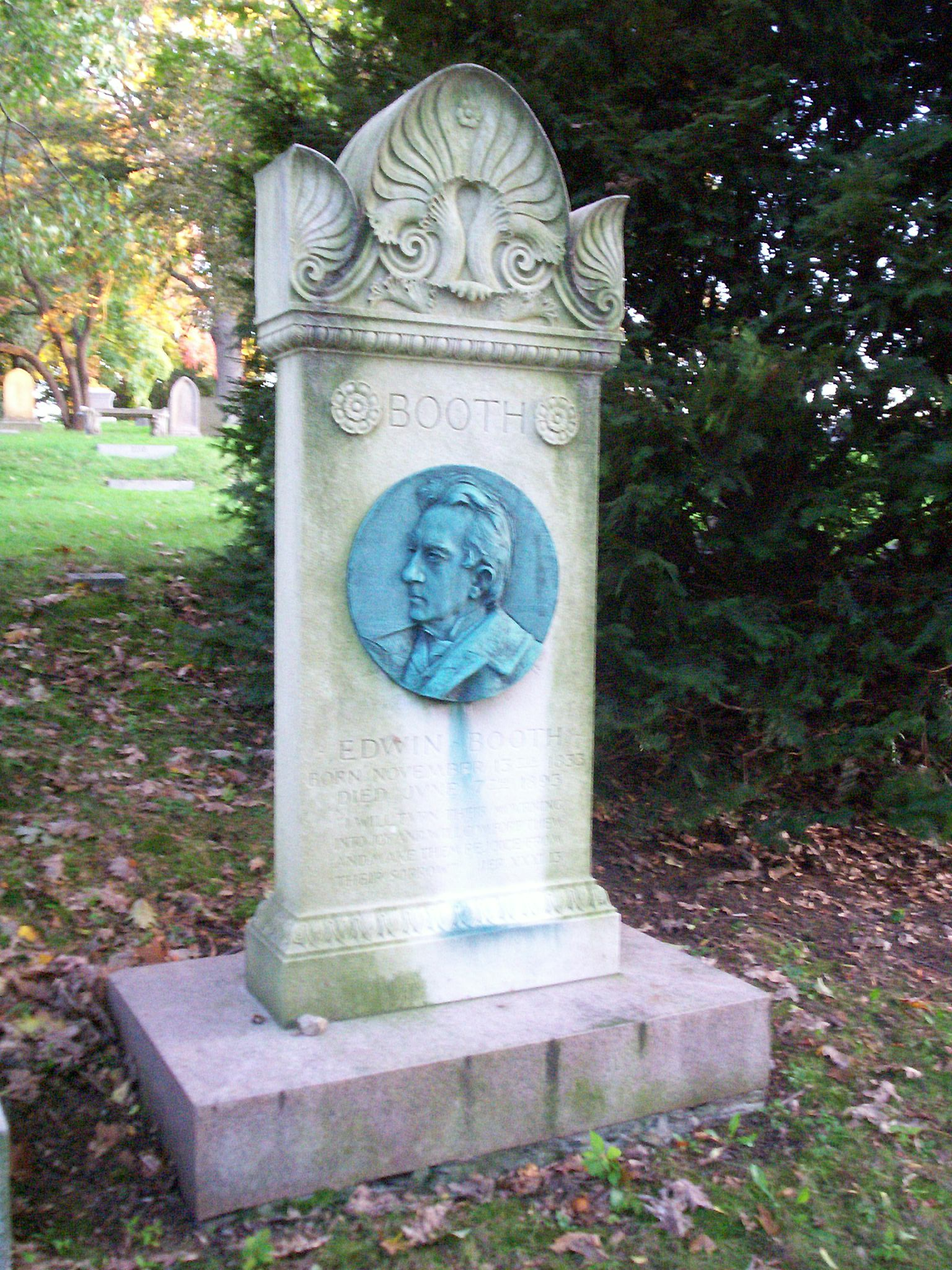
매사추세츠주에 있는 부스의 묘비

부스는 1891년에 작은 뇌졸중을 앓았고, 이것이 그의 건강 악화를 촉진했다. 그는 1893년 4월에 또 다른 뇌졸중을 겪었고 1893년 6월 7일 더 플레이어스 클럽하우스에 있는 자신의 아파트에서 사망했다. 그는 케임브리지 (매사추세츠주)의 마운트 오번 공동묘지에 첫 번째 아내 옆에 묻혔다. 그의 클럽 침실은 사망 이후 손대지 않고 보존되었다.

### 유해 발굴 요청
2010년 12월, 부스의 후손들은 셰익스피어 배우의 시신을 발굴하여 DNA 샘플을 채취하고 그의 형제 존의 DNA 샘플과 비교하여 존이 암살 후 탈출했다는 소문을 반박할 허가를 얻었다고 보도했다. 그러나 부스가 묻힌 마운트 오번 공동묘지 대변인은 가족들이 자신들에게 연락하여 에드윈의 시신 발굴을 요청했다는 보도를 부인했다. 가족들은 존 윌크스의 유품이나 메릴랜드의 국립의료박물관에 보관된 척추와 같은 유해에서 DNA 샘플을 얻기를 희망하고 있다. 2013년 3월 30일, 박물관 대변인 캐럴 존슨은 가족의 척추에서 DNA를 추출하려는 요청이 거부되었다고 발표했다.

## 드라마화

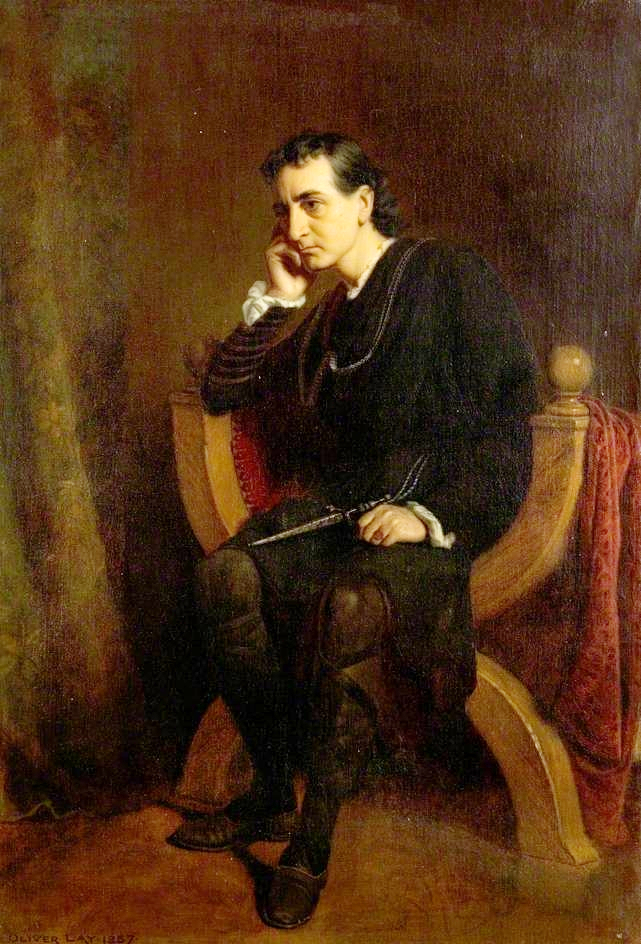
올리버 잉그레이엄 레이의 에드윈 부스, 햄릿 역, 1887

에드윈 부스의 삶에 대한 현대적인 각색 작품들이 무대와 스크린 모두에서 여러 편 제작되었다.
가장 잘 알려진 것 중 하나는 1955년 영화 프린스 오브 플레이어스로, 엘레노어 러글스의 인기 도서를 바탕으로 모스 하트가 각본을 썼다. 필립 던이 감독하고 리처드 버턴이 에드윈 역을, 레이먼드 매시가 주니어스 브루투스 부스 시니어 역을 맡았으며, 셰익스피어 투어 프로듀서인 프레스콧 역에는 찰스 빅퍼드가 출연했다. 출연진에는 버튼의 햄릿의 거트루드 역을 맡은 에바 르 갈리엔도 포함되어 있으며, 그녀는 오프닝 크레딧에 "셰익스피어 장면 특별 자문"으로 등재되어 있다. 이 영화는 부스의 남동생이 링컨을 암살하기 전과 그 주변의 사건들을 묘사한다.
프린스 오브 플레이어스의 시작 장면은 1946년 존 포드의 서부 영화 황야의 결투의 장면들과 매우 유사하다. 그 영화에서 그랜빌 쏜다이크 (앨런 모브레이 연기) 캐릭터는 부스의 아버지 주니어스에 대한 명백한 오마주이며, 장면들은 위대한 배우가 술집에서 끌려나와 초조한 관객 앞에서 공연을 해야 할 극장으로 다시 끌려가는 본질적으로 동일한 순서를 묘사한다.
1958년, 호세 페레르는 에드윈 부스라는 연극을 제작, 감독하고 주연을 맡았다. 이 연극은 3주 동안 공연되었다.
1959년, 배우 로버트 맥퀴니는 ABC/워너 브라더스 서부극 텔레비전 시리즈, 콜트 .45의 "링컨을 사랑한 남자" 에피소드에서 부스 역을 연기했다. 이 시리즈는 가상의 비밀 요원 크리스토퍼 콜트 역으로 웨이드 프레스턴이 출연하는데, 이 이야기에서 콜트는 부스를 죽음의 위협으로부터 보호하는 임무를 맡는다.
1960년, 옴니버스 TV 시리즈 데스 밸리 데이즈는 "His Brother's Keeper"를 방영했는데, 이 에피소드에서는 링컨 암살 후 부스가 작은 마을을 방문하고, 마을의 영향력 있는 주민 중 한 명이 그를 마을에서 쫓아내려 하는 내용을 다룬다.
1966년, 마틴 랜다우는 NBC 서부극 TV 시리즈 브랜디드의 "This Stage of Fools" 에피소드에서 에드윈 부스 역을 연기했다. 이 시리즈는 제이슨 맥코드 역으로 척 코너스가 출연한다. 이 이야기에서 맥코드는 대통령 암살자 존 윌크스 부스의 형인 배우 에드윈 부스의 보디가드 역할을 맡는다.
W. 스튜어트 맥도웰의 『더 브라더스 부스!』는 링컨 암살에 이르는 세 부스 형제의 관계에 초점을 맞추고 있으며, 데이비드 스트러세언, 데이비드 듀크스, 안젤라 고덜즈, 메리앤 플런켓, 스티븐 랭이 출연하는 워크숍과 일련의 무대 낭독회가 뉴하모니 프로젝트에서 열렸고, 미니애폴리스의 거스리 극장 랩에서도 열렸으며, 나중에 뉴욕의 플레이어스 클럽, 세컨드 스테이지 극장, 보스턴 아테나움에서 공연되었다. 이 작품은 1992년 필라델피아 외곽의 브리스톨 리버사이드 극장에서 첫 번째 완전한 전문 프로덕션으로 무대에 올랐다. "1860년대 연극계와 그 주역 가족"에 초점을 맞춘 같은 이름의 두 번째 연극, 『더 브라더스 부스』는 마샬 브래들리가 쓰고 2004년 뉴욕의 페리 스트리트 극장에서 공연되었다.
오스틴 펜들튼의 연극 『부스』는 형제 에드윈, 주니어스, 존 윌크스 부스와 그들의 아버지의 초기 시절을 묘사하며, 요크 극장에서 오프 브로드웨이로 제작되었고, 프랭크 란젤라가 주니어스 브루투스 부스 시니어 역을 맡았다. 뉴욕 타임스는 이 연극을 "19세기 전설적인 연극 가족에 대한 심리극"이라고 평했다. 펜들튼은 이 버전을 1991~1992년 시즌에 뉴헤이븐의 롱 와프 극장에서 제작된 그의 초기 작품 『부스가 돌아왔다』에서 각색했다.
극작가 겸 배우 로드니 리 로저스의 『비극 배우』는 부스에 관한 1인극으로, 2007년 찰스턴의 퓨어 극장에서 제작되었다. 2008년 5월과 6월 피콜로 스폴레토 예술 축제에 포함되기 위해 다시 공연되었다.
루이지 크레아토레가 쓴 『달의 오류』라는 연극은 2010년 8월 13일부터 10월 10일까지 뉴욕 시어터 로에서 오프브로드웨이로 공연되었다. 이 연극은 링컨 암살로 이어지는 형제 에드윈과 존 윌크스 사이의 개인적, 직업적, 정치적 갈등을 중심으로 한 부스의 삶에 대한 허구화된 이야기이다.
2013년, 윌 포테이는 데릭 워터스가 만든 코미디 센트럴 시리즈 드렁크 히스토리의 "워싱턴 D.C." 에피소드에서 에드윈 부스 역을 연기했다.
2014년, 에드윈 부스는 더 핀커톤스 에피소드 "The Play's the Thing" (S1:E3)에서 고든 태너에 의해 연기되었다. 이 에피소드에서는 "백야 햄릿"과 에드윈이 로버트 링컨을 구한 이야기가 모두 언급된다.
2023년, 에드윈 부스의 삶을 다룬 오리지널 뮤지컬 『폭군들』이 워싱턴 D.C.의 국립 문서 기록 박물관에서 공연되었다. 알렉산더 세이지 오옌의 음악과 가사, 노라 브리짓 모나한의 책으로 구성된 이 뮤지컬은 존 심킨스의 연출로 A.J. 시블리가 에드윈 부스 역을 맡았다.
부스는 2024년 Apple TV+ 미니시리즈 맨헌트에서 닉 웨스트레이트가 연기했다.

## 유산

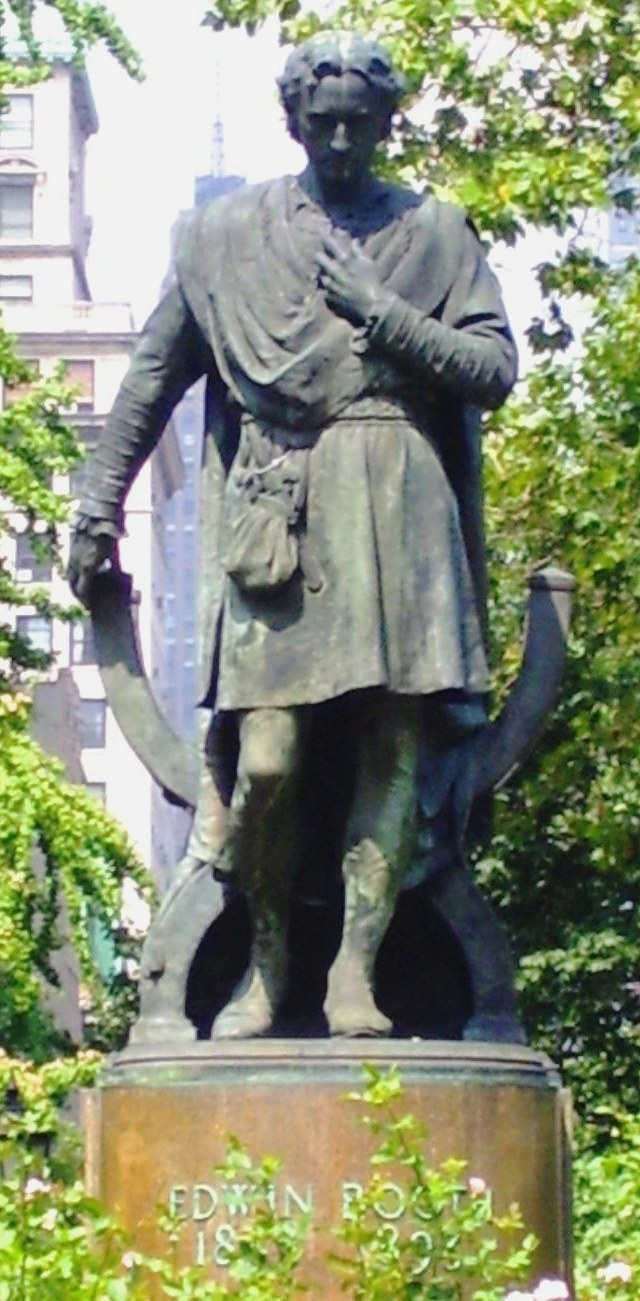
맨해튼 그래머시파크에 있는 햄릿 역 부스의 동상

부스는 사망 시 상당한 유산을 남겼다. 그는 연기 직업의 발전과 정신 질환 치료를 위한 자선 기부금을 남겼다. 그는 배우 기금, 뉴욕시 배우 친목 협회(에드윈 포레스트 로지), 필라델피아시 배우 친목 협회(셰익스피어 로지), 뉴욕 정신병원 기금, 불치병 환자를 위한 집(웨스트 팜스, 뉴욕)에 각각 5,000달러(2021년 기준 약 150,000달러)의 유증을 남겼다. 그의 유산의 다른 예시는 다음과 같다.
- 더 플레이어스는 맨해튼 그래머시파크 사우스 16번지에 있는 원래 클럽하우스에 여전히 존재한다.[39] 에드몬드 토마스 퀸의 부스 동상은 1916년부터 사유지인 그래머시파크의 중심이었다. 공원 남쪽 문을 통해 일반인도 볼 수 있다.
- 부스는 왁스 실린더에 보존된 자신의 목소리 녹음본 몇 개를 남겼다. 그중 하나는 낙소스 레코드 세트 『위대한 역사적 셰익스피어 녹음 및 기타 잡담』에서 들을 수 있다.[40] 그의 보존된 목소리를 들을 수 있는 다른 곳은 여기에 표시된 사이트 [3:34]이다. 부스의 목소리는 표면 노이즈 때문에 거의 들리지 않지만, 해독할 수 있는 부분은 그의 목소리가 풍부하고 깊었음을 보여준다.[41]
- 부스를 기리는 기념물은 여전히 메릴랜드 벨 에어 주변에서 찾을 수 있다. 법원 앞에는 그의 기념으로 세워진 분수가 있다. 우체국 안에는 그의 초상화가 있다. 또한, 그의 가족 집인 튜더 홀은 여전히 서 있으며, 2006년 하퍼드군에 의해 박물관으로 사용하기 위해 매입되었다.
- 켄터키주의 매머드 동굴에는 "부스의 원형 극장"이라는 방이 있는데, 부스가 동굴을 방문하여 그곳에서 방문객들을 즐겁게 해주었다고 해서 그렇게 불린다.
- 부스 극장은 배우를 기리기 위해 이름 붙여진 최초의, 그리고 가장 오래된 브로드웨이 연극 극장이다.
- 스티븐 손드하임의 뮤지컬 어쌔신은 "더 발라드 오브 부스"에서 "네 형제는 너를 질투하게 만들었지, 존/너는 그를 따라갈 수 없었어"라는 가사로 부스를 언급한다.
- 부스는 미국 극장 명예의 전당과 위대한 미국인 명예의 전당의 회원이다.[42]
- 에드윈 부스 가족 소장품 아카이브는 캘리포니아 주립 대학교 노스리지 도서관에 소장되어 있다.[43]

1894년, 부스의 딸 에드위나 부스 그로스먼은 그의 배우로서의 유산이 1865년 그의 형제가 에이브러햄 링컨을 암살한 사건으로 인해 훼손될까 우려하여 아버지에 대한 책을 출판했다. 이 책은 『에드윈 부스: 그의 딸 에드위나 부스 그로스먼의 회고록과 그녀와 친구들에게 보낸 편지』라는 제목이 붙었다. 제목에서 알 수 있듯이 이 책은 그로스먼의 아버지에 대한 기억을 담고 있으며, 그가 쓴 편지들의 편집된 사본을 포함한다.

## 더 읽어보기
- Giblin, James Cross (2005). 《Good Brother, Bad Brother: The Story of Edwin Booth and John Wilkes Booth》. Houghton Mifflin Harcourt. ISBN 978-0618096428.
- Watermeier, Daniel J. (2015). 《American Tragedian: The Life of Edwin Booth》. University of Missouri Press. ISBN 978-0826220486.